# Krylovo
Krylovo (Крылово) è un centro abitato della Russia, nell'oblast' di Kaliningrad. Amministrativamente, appartiene al comune urbano di Železnodorožnyj.

## Storia
Krylovo era fino alla seconda guerra mondiale la città tedesca (Prussia Orientale) di Nordenburg.
Nel 1945 venne annessa all'Unione Sovietica e ribattezzata con il nome di Krylovo; molti edifici furono abbattuti perché posti nei pressi del confine con la Polonia, e il centro perse il titolo di città, che possedeva fin dal XV secolo.
Nel 2009 il comune di Krylovo fu soppresso; da quella data Krylovo è compresa nel territorio del comune urbano di Železnodorožnyj.